# 瑞士奶酪理论

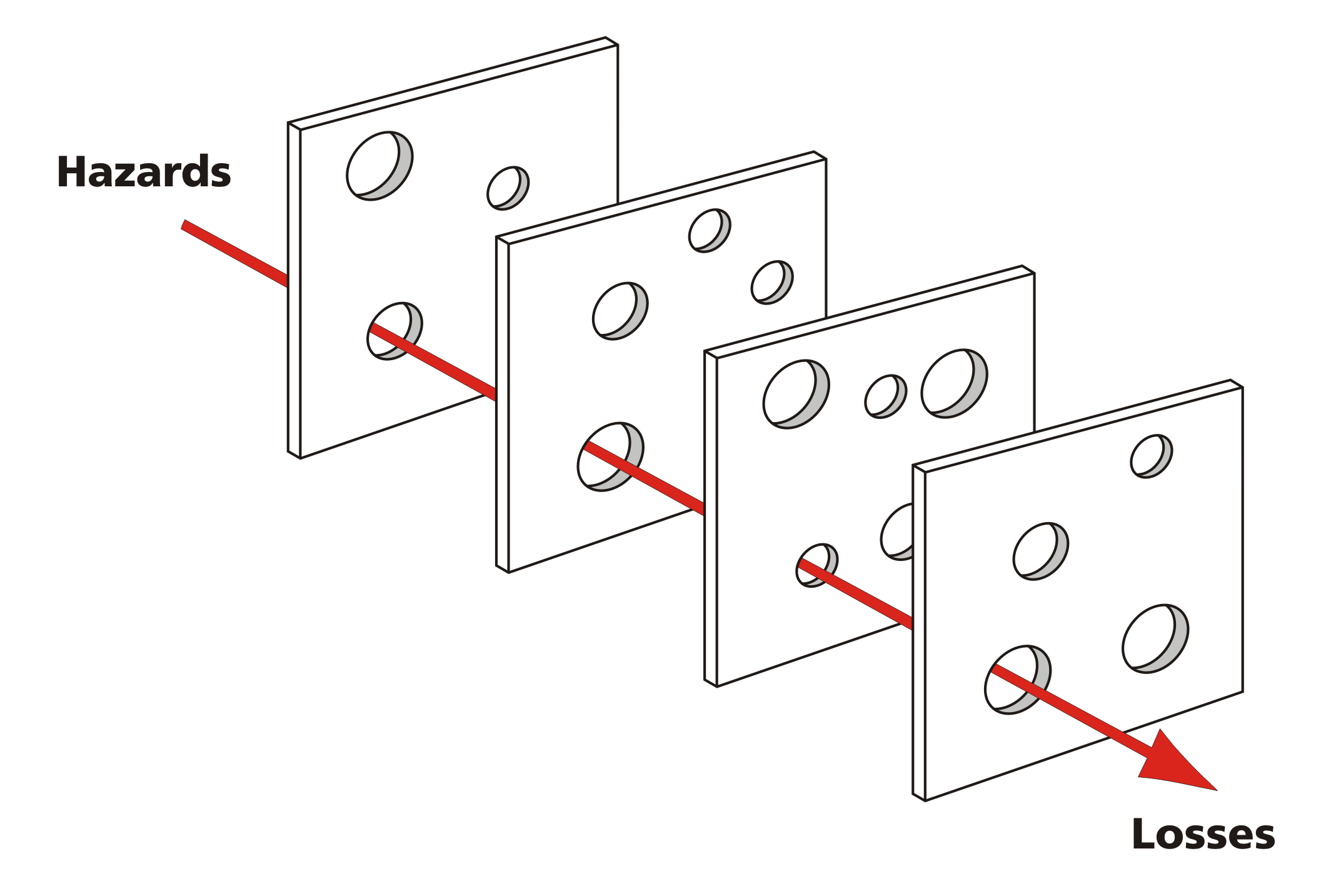
瑞士奶酪理論示意圖，左方是危害物（Hazards），穿過數個起司孔洞後導致損失（Losses）。

瑞士奶酪理论（英語：Swiss Cheese Model），又稱乳酪理論或瑞士起司理論，是英國曼徹斯特大學教授詹姆斯·瑞森（James Reason）於1990年提出的關於意外發生的風險分析與控管的模型。
主要是講，瑞士起司在製造與發酵過程當中，很自然的會產生小孔洞。如果把許多片起司重疊在一起，正常情況下，每片起司的空洞位置不同，光線透不過。只有在很極端的情況下，空洞剛好連成一直線，才會讓光線透過去。導致嚴重事故發生的從來都不是因為某個單獨的原因，而是多個問题同時出現。
上圖的一片片乳酪，往往代表完成一件(複雜)工作過程中的一道道人工的程序或／和一道道裝置的關卡，例如電梯系統設有一道道防止電梯下降時自由落體般地摔落的裝置，只有當這些裝置同時都失效時，電梯才會無攔阻地摔落，造成事故。